# ريتشارد أرنولد دامر
ريتشارد أرنولد دامر (1887-1922) (بالإنجليزية: Richard Arnold Dümmer)‏ هو عالم نبات جنوب أفريقي.